# Gray-la-Ville
Ne doit pas être confondu avec Gray (Haute-Saône).
Gray-la-Ville est une commune française située dans le département de la Haute-Saône, la région culturelle et historique de Franche-Comté et la région administrative Bourgogne-Franche-Comté.
Ses habitants sont les Gray-la-Villois.

## Géographie
Gray-la-Ville est limitrophe de la ville de Gray.

### Climat
Pour des articles plus généraux, voir Climat de la Bourgogne-Franche-Comté et Climat de la Haute-Saône.
En 2010, le climat de la commune est de type climat des marges montargnardes, selon une étude du Centre national de la recherche scientifique s'appuyant sur une série de données couvrant la période 1971-2000. En 2020, Météo-France publie une typologie des climats de la France métropolitaine dans laquelle la commune est exposée à un climat semi-continental et est dans la région climatique  Lorraine, plateau de Langres, Morvan, caractérisée par un hiver rude (1,5 °C), des vents modérés et des brouillards fréquents en automne et hiver. 
Pour la période 1971-2000, la température annuelle moyenne est de 10,3 °C, avec une amplitude thermique annuelle de 17,7 °C. Le cumul annuel moyen de précipitations est de 902 mm, avec 12 jours de précipitations en janvier et 8,4 jours en juillet. Pour la période 1991-2020, la température moyenne annuelle observée sur la station météorologique de Météo-France la plus proche, « Chargey-lès-Gray », sur la commune de Chargey-lès-Gray à 5 km à vol d'oiseau, est de 11,5 °C et le cumul annuel moyen de précipitations est de 834,3 mm. 
La température maximale relevée sur cette station est de 39,3 °C, atteinte le 25 juillet 2019 ; la température minimale est de −18,2 °C, atteinte le 20 décembre 2009,,. 
Les paramètres climatiques de la commune ont été estimés pour le milieu du siècle (2041-2070) selon différents scénarios d'émission de gaz à effet de serre à partir des nouvelles projections climatiques de référence DRIAS-2020. Ils sont consultables sur un site dédié publié par Météo-France en novembre 2022.

## Urbanisme

### Typologie
Au 1er janvier 2024, Gray-la-Ville est catégorisée petite ville, selon la nouvelle grille communale de densité à sept niveaux définie par l'Insee en 2022.
Elle appartient à l'unité urbaine de Gray, une agglomération intra-départementale regroupant quatre  communes, dont elle est une commune de la banlieue,,. Par ailleurs la commune fait partie de l'aire d'attraction de Gray, dont elle est une commune du pôle principal,. Cette aire, qui regroupe 63 communes, est catégorisée dans les aires de moins de 50 000 habitants,.

### Occupation des sols
L'occupation des sols de la commune, telle qu'elle ressort de la base de données européenne d’occupation biophysique des sols Corine Land Cover (CLC), est marquée par l'importance des territoires agricoles (68,6 % en 2018), en diminution par rapport à 1990 (80,6 %). La répartition détaillée en 2018 est la suivante : 
terres arables (52,4 %), zones urbanisées (24,8 %), prairies (16,2 %), eaux continentales (5,8 %), zones industrielles ou commerciales et réseaux de communication (0,8 %). L'évolution de l’occupation des sols de la commune et de ses infrastructures peut être observée sur les différentes représentations cartographiques du territoire : la carte de Cassini (XVIIIe siècle), la carte d'état-major (1820-1866) et les cartes ou photos aériennes de l'IGN pour la période actuelle (1950 à aujourd'hui).

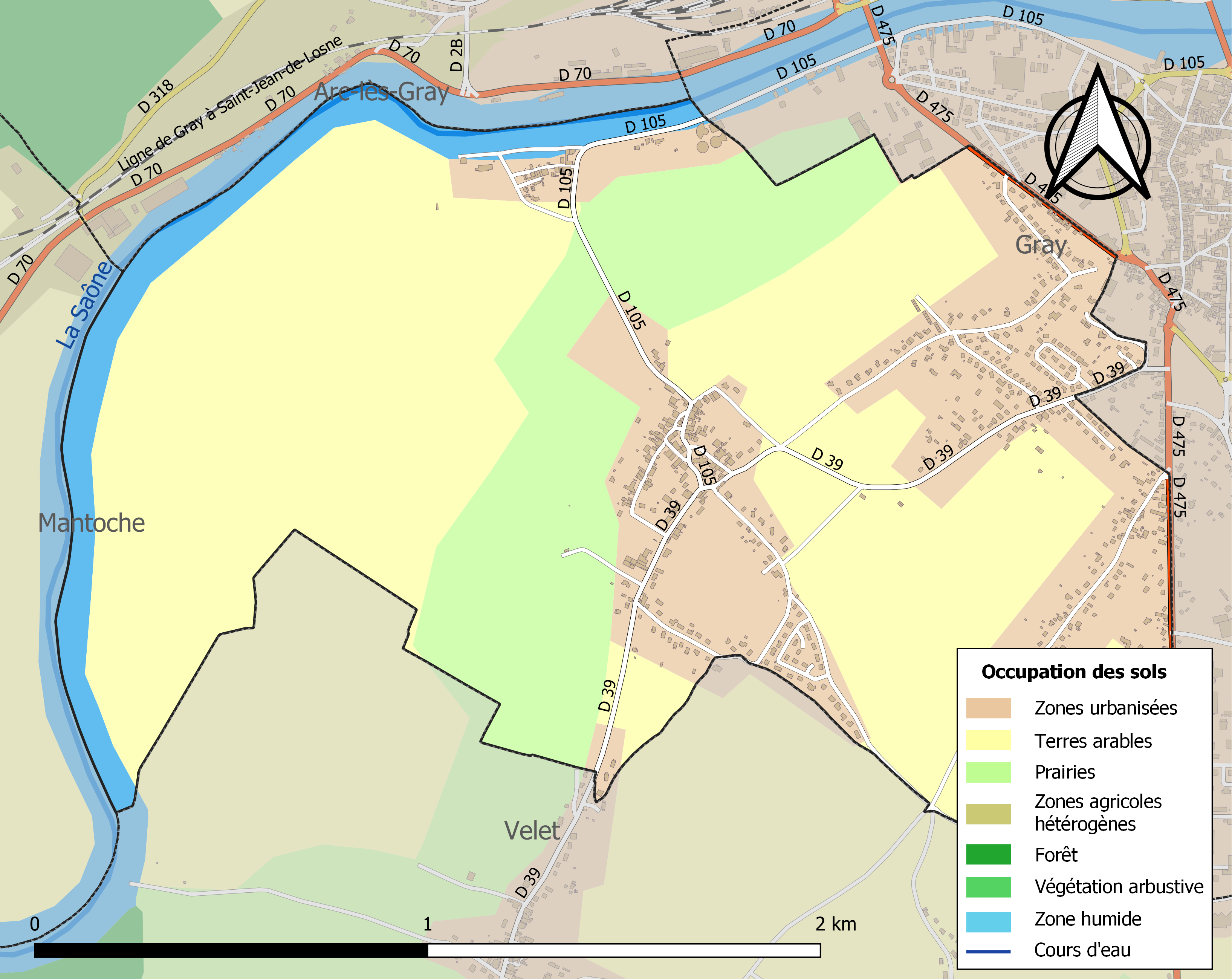
Carte des infrastructures et de l'occupation des sols de la commune en 2018 (CLC).

## Histoire
La commune est le théâtre d'un fait divers très médiatisé à l'époque à l'échelle national. Le 30 octobre 2017, le corps partiellement brûlé d’Alexia Fouillot, épouse Daval, habitante de Gray-la-Ville et supposée être partie faire son jogging matinal trois jours plus tôt, est retrouvé dans un bois de la commune voisine d'Esmoulins. L'affaire provoque une vive émotion dans la région, mais également sur le plan national. Une semaine plus tard, le dimanche 5 novembre, près de huit mille personnes se réunissent à Gray pour une marche silencieuse. Le 29 janvier 2018, son mari Jonathan Daval est arrêté et placé en garde à vue afin de voir s'il est ou non impliqué dans le meurtre de sa femme. Le 30 janvier, il avoue avoir tué sa femme accidentellement lors d'une dispute à son domicile. Ses avocats déclarent alors qu'il nie avoir brûlé le corps d'Alexia. Après plusieurs rebondissements et une couverture médiatique hors norme, l'affaire est finalement jugée trois ans après le meurtre, en novembre 2020, à la cour d'assises de Vesoul et, le 21 novembre, Jonathan Daval est jugé coupable du meurtre de son épouse et condamné à vingt-cinq ans de réclusion criminelle. Alexia Daval repose au cimetière de Gray sous son nom de jeune fille (Alexia Fouillot).

## Politique et administration

### Rattachements administratifs et électoraux
La commune fait partie de l'arrondissement de Vesoul du département de la Haute-Saône, en région Bourgogne-Franche-Comté. Pour l'élection des députés, elle dépend de la première circonscription de la Haute-Saône.
Elle fait partie depuis 1801 du canton de Gray  (dont la composition a été modifiée dans le cadre du redécoupage cantonal de 2014 en France, passant de 21 à 24 communes).

### Intercommunalité
La commune était l'un des fondateurs du district urbain de Gray, qui s'est transformé en 2013 pour devenir la communauté de communes Val de Gray, dont la structure a ensuite été modifiée en 2013, comme décrit ci-dessous.
L'article 35 de la loi n° 2010-1563 du 16 décembre 2010 « de réforme des collectivités territoriales » prévoyait d'achever et de rationaliser le dispositif intercommunal en France, notamment d'intégrer la quasi-totalité des communes françaises dans des établissements publics de coopération intercommunale (EPCI) à fiscalité propre, dont la population est normalement supérieure à 5 000 habitants.
Dans ce cadre, le schéma départemental de coopération intercommunale (SDCI) approuvé par le préfet de Haute-Saône le 23 décembre 2011 a prévu la fusion de cette intercommunalité avec la petite communauté de communes du Pays d'Autrey, auxquelles plusieurs communes jusqu'alors isolées devraient se joindre.
La commune est donc membre depuis le 1er janvier 2013 de la nouvelle communauté de communes Val de Gray.

### Liste des maires
| Période   | Période                   | Identité      | Étiquette | Qualité                                           |
| --------- | ------------------------- | ------------- | --------- | ------------------------------------------------- |
| mars 2001 | mars 2008                 | Annie Paillet |           |                                                   |
| 2008      | En cours (au 7 août 2016) | Yvan Guignot  |           | Tourneur outilleur Réélu pour le mandat 2020-2026 |

## Démographie
L'évolution du nombre d'habitants est connue à travers les recensements de la population effectués dans la commune depuis 1793. Pour les communes de moins de 10 000 habitants, une enquête de recensement portant sur toute la population est réalisée tous les cinq ans, les populations de référence des années intermédiaires étant quant à elles estimées par interpolation ou extrapolation. Pour la commune, le premier recensement exhaustif entrant dans le cadre du nouveau dispositif a été réalisé en 2007.

En 2022, la commune comptait 928 habitants, en évolution de −3,53 % par rapport à 2016 (Haute-Saône : −1,4 %, France hors Mayotte : +2,11 %).
| 1793 | 1800 | 1806 | 1821 | 1831 | 1836 | 1841 | 1846 | 1851 |
| ---- | ---- | ---- | ---- | ---- | ---- | ---- | ---- | ---- |
| 319  | 322  | 310  | 317  | 327  | 326  | 337  | 389  | 366  |

| 1856 | 1861 | 1866 | 1872 | 1876 | 1881 | 1886 | 1891 | 1896 |
| ---- | ---- | ---- | ---- | ---- | ---- | ---- | ---- | ---- |
| 333  | 361  | 411  | 386  | 412  | 435  | 429  | 411  | 422  |

| 1901 | 1906 | 1911 | 1921 | 1926 | 1931 | 1936 | 1946 | 1954 |
| ---- | ---- | ---- | ---- | ---- | ---- | ---- | ---- | ---- |
| 431  | 473  | 476  | 420  | 482  | 480  | 463  | 459  | 485  |

| 1962 | 1968 | 1975 | 1982 | 1990  | 1999  | 2006 | 2007 | 2012 |
| ---- | ---- | ---- | ---- | ----- | ----- | ---- | ---- | ---- |
| 628  | 757  | 969  | 973  | 1 064 | 1 034 | 997  | 989  | 982  |

| 2017 | 2022 | - | - | - | - | - | - | - |
| ---- | ---- | - | - | - | - | - | - | - |
| 955  | 928  | - | - | - | - | - | - | - |

## Économie
- La fromagerie Mauron, créée  en 1862, collecte chaque jour 6 000 à 13 000 litres de lait pour fabriquer de la cancoillotte avec ses 36 salariés en 2016[29].

## Culture locale et patrimoine

### Lieux et monuments
L'église Saint-Maurice de Gray-la-Ville contient des objets classés au titre des monuments historiques comme le tableau de l'Assomption de la Vierge peint par Lambert Blendeff (peintre officiel de la ville de Louvain), d'où certaines ressemblances avec le tableau peint par Rubens pour la cathédrale d'Anvers,. Ce tableau est situé au centre d'un retable en bois doré, sculpté par le bisontin Jean Ligier,. Le monument aux morts de 14-18 est situé juste à côté de l'église. La flèche du clocher de l'église a été endommagée lors de l'orage très violent du 19 juin 2019.

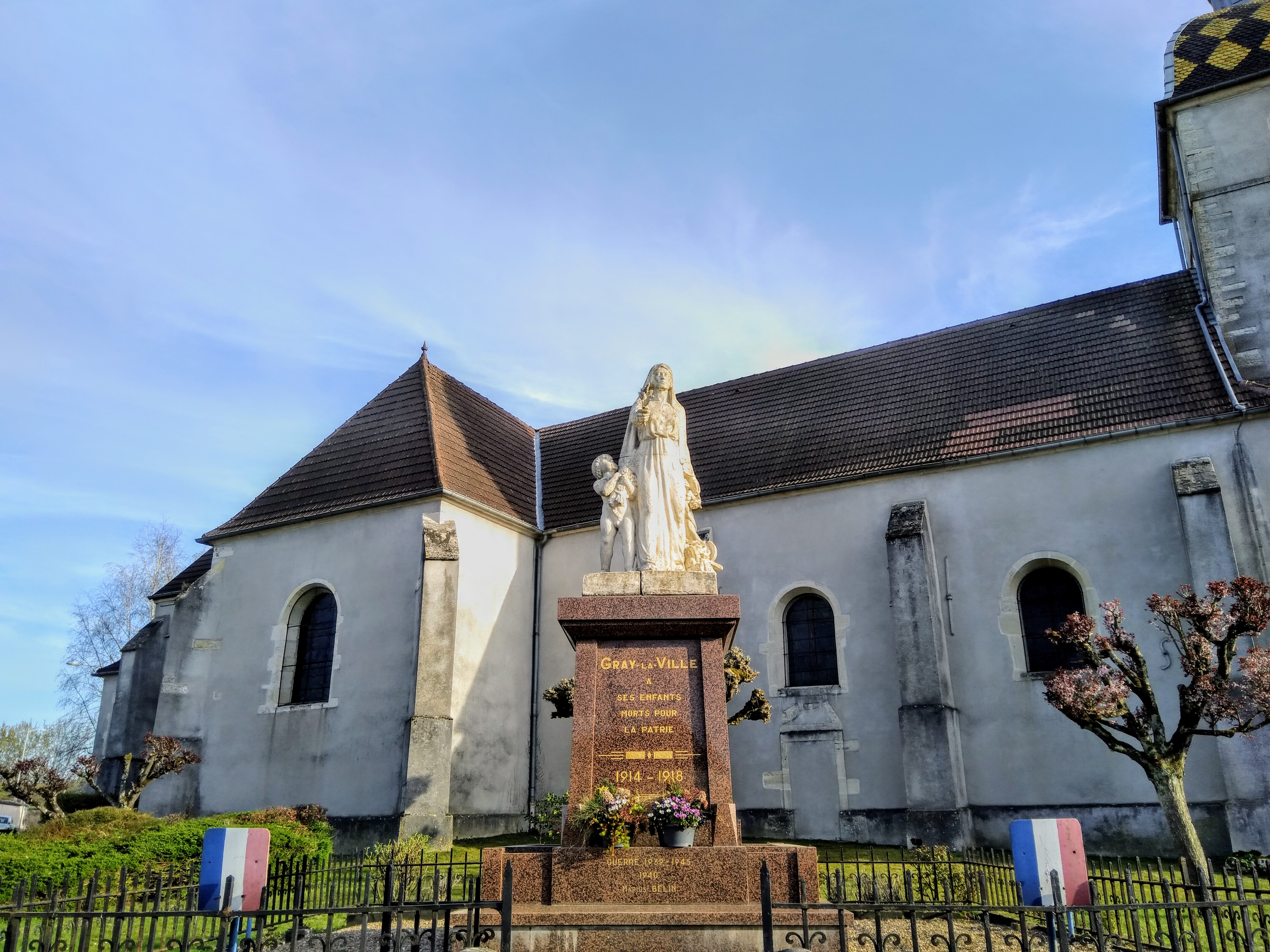
Monument aux morts de 1914-1918
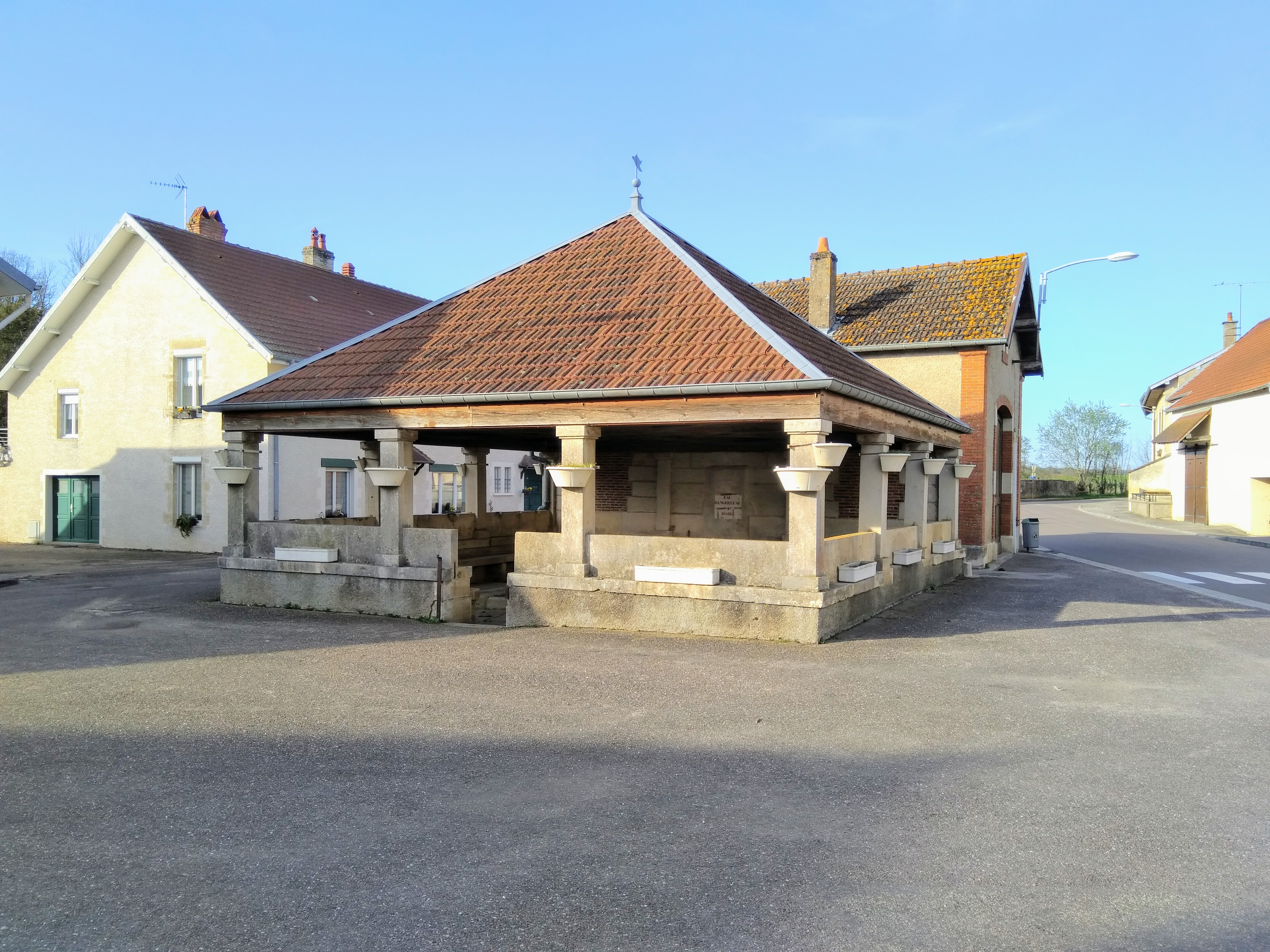
Lavoir
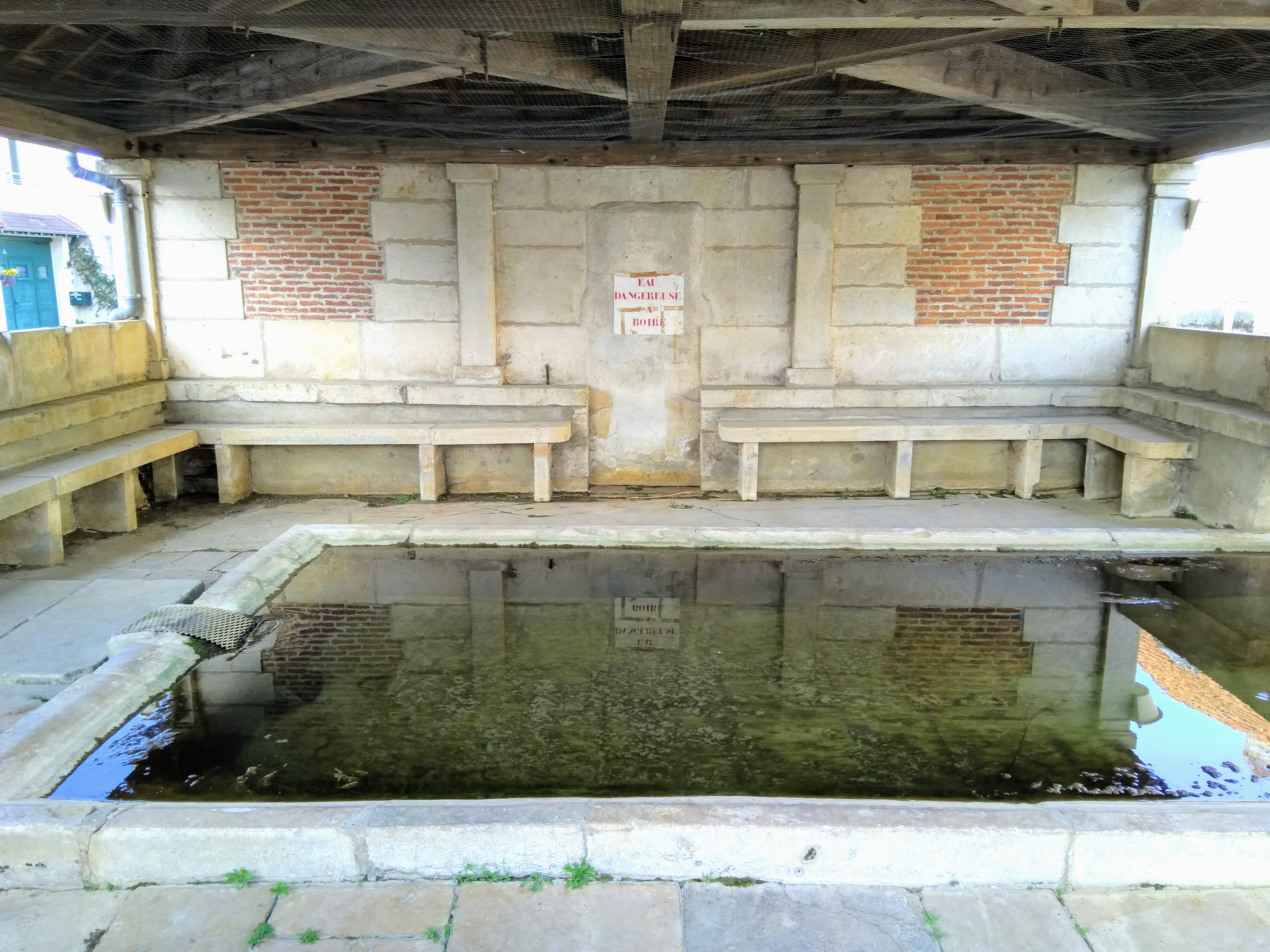
Intérieur du lavoir

### Personnalités liées à la commune
- Bernard Goguey, curé de Gray-la-Ville de 1968 à son décès en 2009[35].